# 세이노 아스카
세이노 아스카(일본어: 聖乃 あすか せいの あすか[*], 1월 19일 - )는 다카라즈카 가극단 하나구미 소속 남역 스타이다.
가나가와현 요코하마시, 시립 쇼도 중학교 출신이다. 키 170cm, 애칭은 "호노카" "아스카"이다.

## 약력
2012년, 다카라즈카 음악학교에 입학하였다.
2014년, 다카라즈카 가극단 100기생으로 입단. 츠키구미 공연 「다카라즈카오도리／내일에의 지침／TAKARAZUKA 화시집100!!」으로 초무대를 했다.
2015년, 구미마와리를 거쳐 하나구미에 배속되었다.
2018년, 「포의 일족」으로 신인공연 첫 주연. 그 후 3번에 걸쳐 신인공연 주연을 맡았다.
2021년, 「PRINCE OF ROSES」로 바우홀 공연 첫 주연. 100기 중에서 처음으로 바우홀 주연 경험자가 되었다.

## 인물
초등학교 2학년부터 배우기 시작한 댄스 강사가 다카라즈카 OG였다.
전 하나구미 톱스타 마토부 세이를 동경해 다카라즈카 수험을 결심했다. 경험치를 늘리고자 모델 일도 하고, 첫 수험으로 음악학교에 합격했다.
친동생은 츠키구미 남역 미즈시로 아오이 (105기)이다.

## 출연 이벤트
- 2019년 12월, 다카라즈카 스페셜 2019 『Beautiful Harmony』

## CM출연
- 2021년 10월 - , 다이킹 공업 『우루사라X』

## 수상이력
- 2019년, 『다카라즈카 가극단 연도상』 - 2018년도 신인상